# Railway Coastal Museum
Railway Coastal Museum är ett kanadensiskt transportmuseum i St. John's i Newfoundland. Det berättar om den nedlagda smalspåriga Newfoundland Railway som var i drift mellan 1898 och 1988 och om provinsens kusttrafik.  
Museet öppnade 2003 i den k-märkta tidigare järnvägsstation i St. John's och var en gåva till staden St. John's. När museet 2021 var nedläggningshotat, köptes det av Genesis Coworking Centre, som är anknutet till Memorial University of Newfoundland.

## Bildgalleri

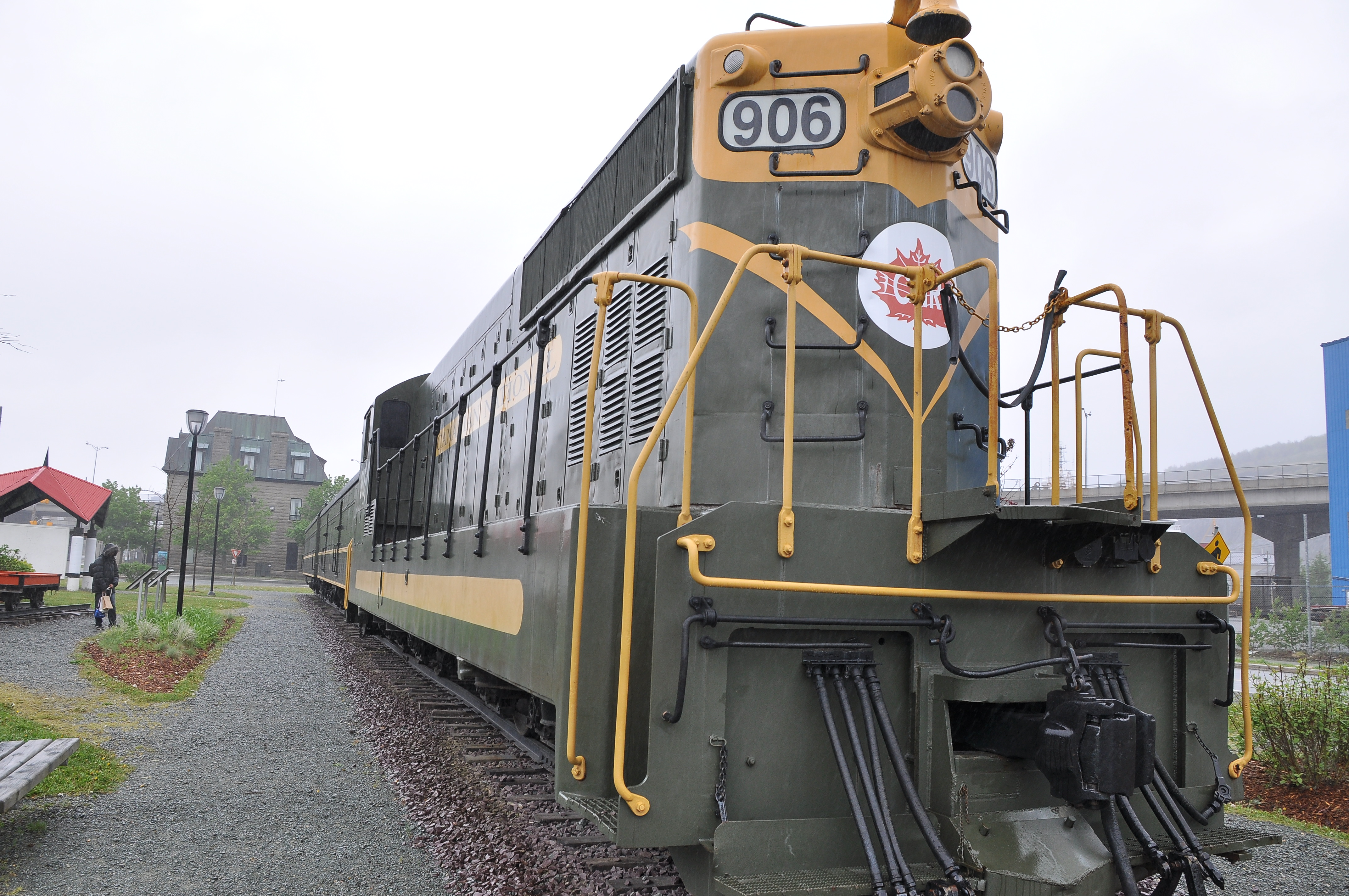
General Motors Diesel-lok nr 906, littera  NF 110, som användes 1953–1988, Railway Coastal Museum
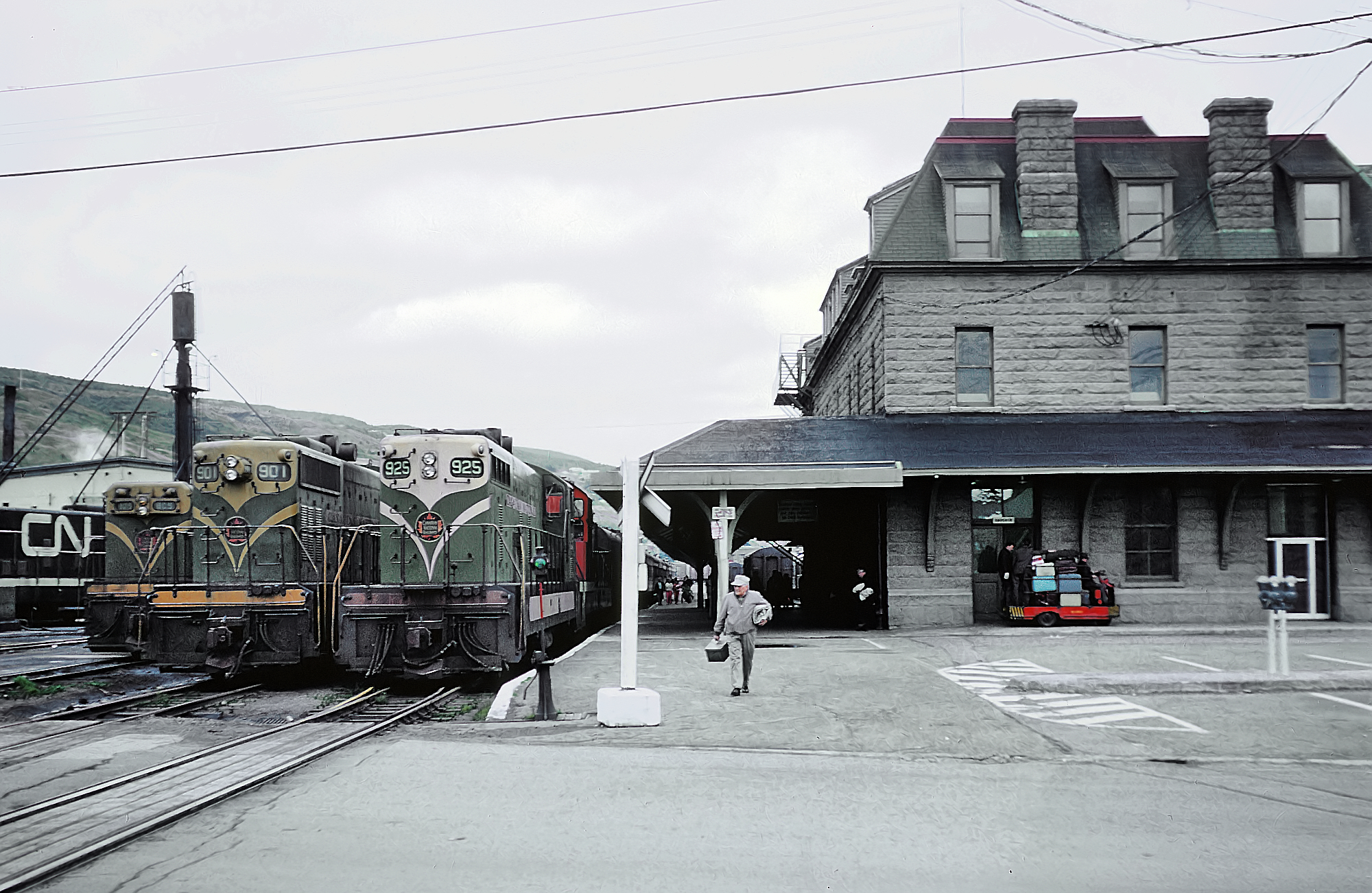
Canadian National Railways tåg Caribou och två andra General Motors Diesel NF210-lok vid järnvägsstationen i St. John's, 1968